# Silent Madness
Pour plus de détails, voir Fiche technique et Distribution.
Silent Madness est un slasher américain réalisé par Simon Nuchtern sorti en 1984.

## Synopsis
Un tueur psychotique est libéré de sa détention en raison d'une erreur informatique. Il retourne sur le lieu de ses crimes passés avec l'intention de laisser s'exprimer à nouveau ses pulsions meurtrières.

## Fiche technique
- Réalisation : Simon Nuchtern
- Scénario : Bob Zimmerman et Bill Milling
- Montage : Philip Stockton
- Musique : Barry Salmon
- Photographie : Gerald Feil
- Production : Bill Milling et Simon Nuchtern
- Pays de production :  États-Unis
- Langue originale anglais
- Genre : slasher
- Durée : 93 minutes
- Date de sortie : 
  - États-Unis : 1984
- Interdit aux moins de 12 ans

## Distribution
- Belinda Montgomery - Dr. Joan Gilmore
- Viveca Lindfors - Mme Collins
- Sydney Lassick - Sheriff Liggett
- Solly Marx - Howard Johns
- David Greenan - Mark McGowan
- Roderick Cook (en) - Dr. Kruger
- Stanja Lowe - Dr. Anderson
- Ed Van Nuys - Dr. Van Dyce
- Dennis Helfend - Virgil
- Philip Levy - Jesse
- Tori Hartman - Pam
- Katherine Kamhi - Jane
- Katie Bull - Cheryl
- Rick Aiello - Michael